# حب الساحرة
حب الساحرة (بالإنجليزية: The Love Witch)‏ فيلم رعب من إخراج وكتابة آنا بيلر. وتدور احداثه حول ساحرة معاصرة تستخدم السحر لتجعل الرجال يقعون في حبها. الفيلم صور في لوس أنجلوس وإوريكا (كاليفورنيا).

## روابط أضافية
- الموقع الرسمي
- حب الساحرة على موقع IMDb (الإنجليزية)
- حب الساحرة على موقع ميتاكريتيك (الإنجليزية)
- حب الساحرة على موقع روتن توميتوز (الإنجليزية)
- حب الساحرة على موقع قاعدة بيانات الأفلام العربية
- حب الساحرة على موقع ألو سيني (الفرنسية)
- حب الساحرة على موقع Turner Classic Movies (الإنجليزية)
- حب الساحرة على موقع أول موفي (الإنجليزية)
- حب الساحرة على موقع بوكس أوفيس موجو (الإنجليزية)
- حب الساحرة على موقع فيلمافينيتي (الإسبانية)
- حب الساحرة على موقع قاعدة بيانات الفيلم (الإنجليزية)